# The Early Years (album, Sonicflood)
The Early Years je album vybraných skladeb křesťanské rockové skupiny Sonicflood. Bylo vydáno 15. srpna 2006. Uvádí deset dřívějších hitů.

## Skladby
1. „I Want to Know You“ (z alba SONICFLOOd, 1999)
2. „I Could Sing of Your Love Forever“ (z alba SONICFLOOd, 1999)
3. „My Refuge“ (z alba SONICFLOOd, 1999)
4. „Open the Eyes of My Heart“ (Live, z alba SONICFLOOd, 1999)
5. „Did You Feel the Mountains Tremble?“ (z alba SONICPRAISe, Live, 2001)
6. „Holiness“ (z alba SONICFLOOd, 2001)
7. „I Have Come to Worship“ (Live, z alba SONICPRAISe, 2001)
8. „Carried Away“ (z alba SONICPRAISe, 2001)
9. „Lord, I Lift Your Name On High“ (Live, z alba SONICPRAISe, 2001)
10. „Before the Throne of God Above“ (Live, z alba SONICPRAISe, 2001)